# Solvay
Solvay ist ein belgischer Chemiekonzern, der 1863 gegründet wurde. Der Hauptsitz des Unternehmens befindet sich in Brüssel, es beschäftigt mehr als 9.000 Mitarbeiter in 40 Ländern. Seit Ende 2023, nach der Spaltung und der Gründung der neuen Einheit Syensqo, hat sich Solvay auf Essentielle Chemikalien spezialisiert.
Solvay ist an der Euronext in Brüssel notiert.

## Soda-Patente und erstes Werk 1863

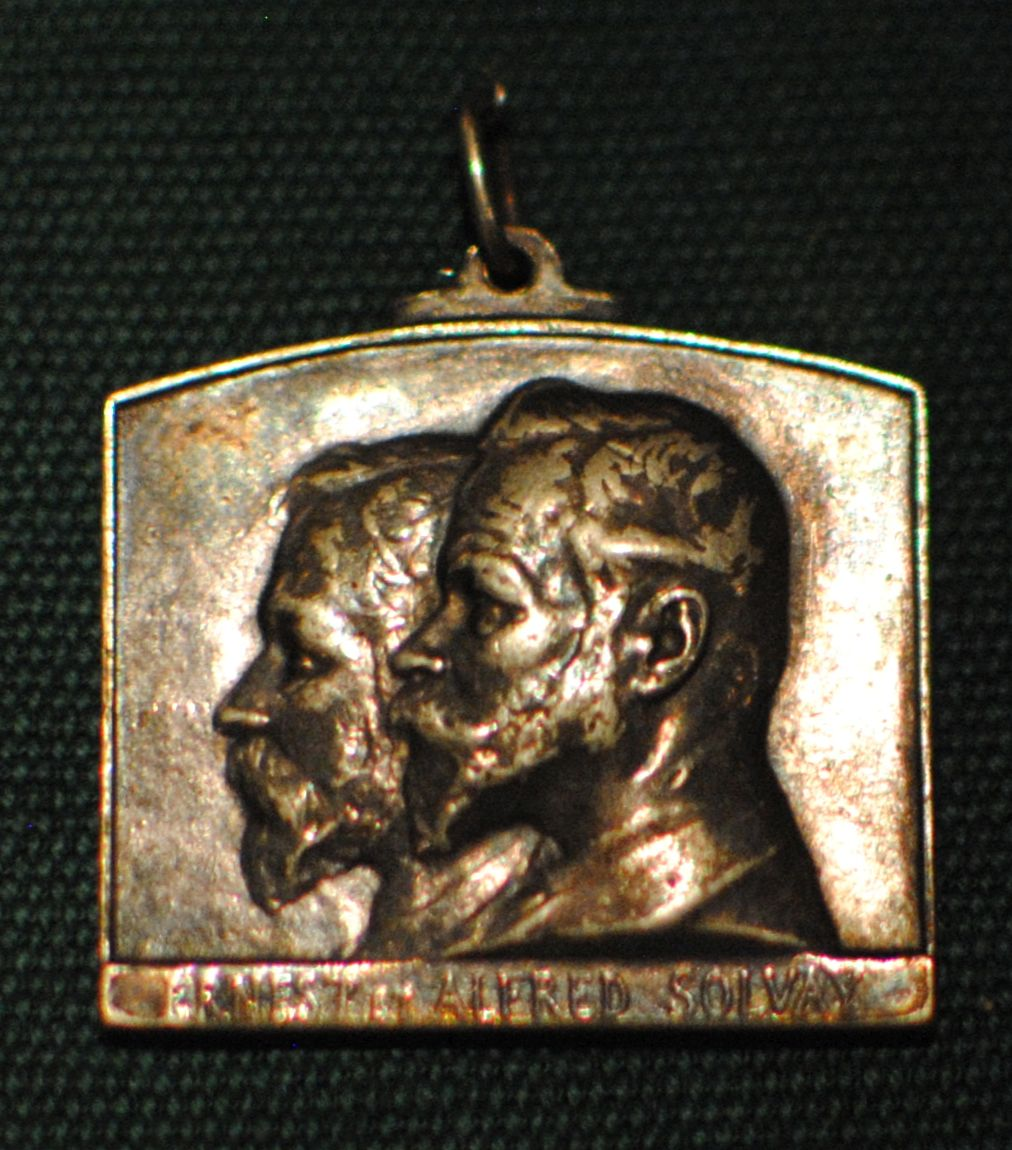
Die Brüder Solvay auf einer Gedächtnisplakette zum 50-jährigen Bestehen der Firma (1913)

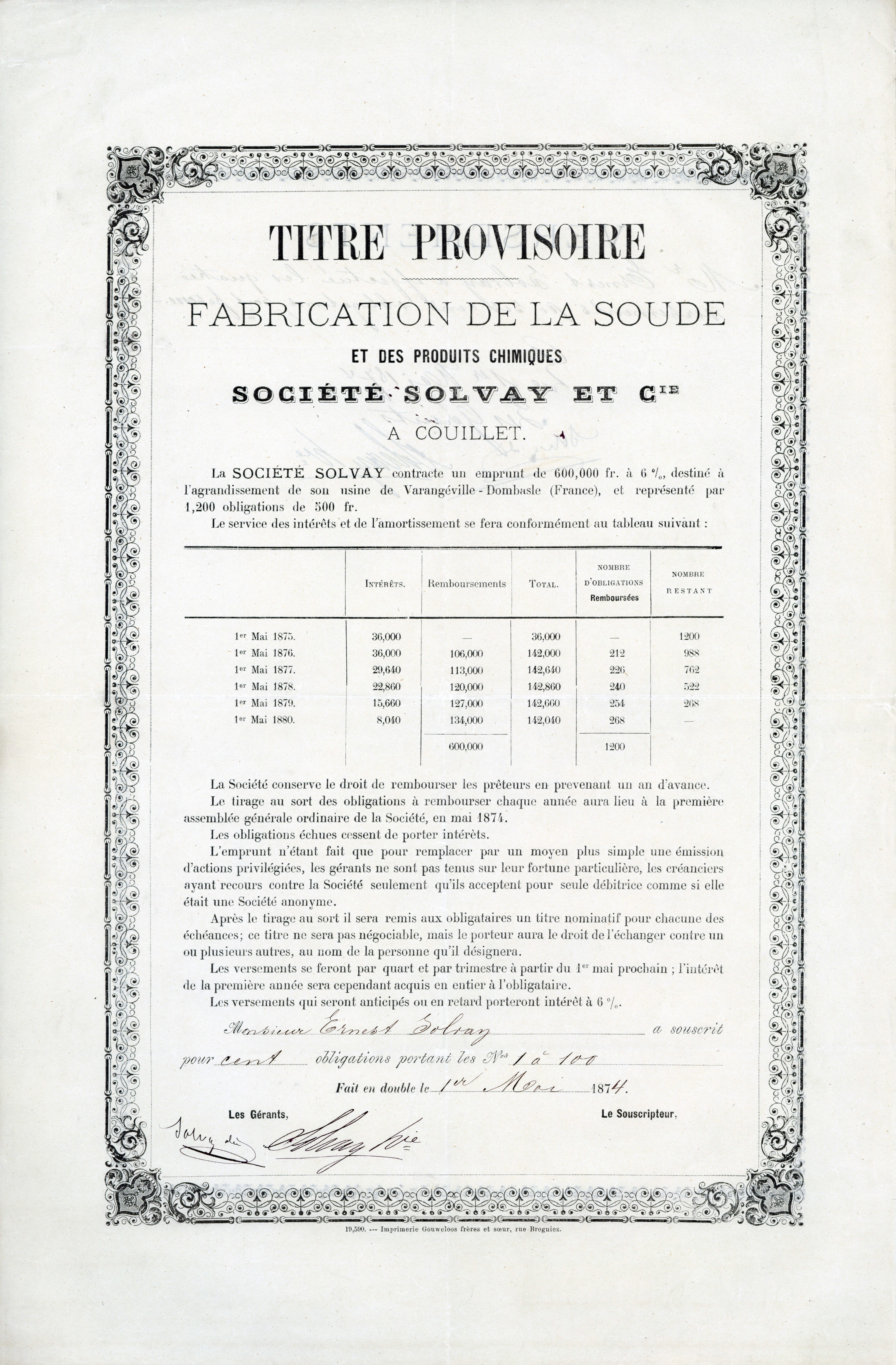
Globalzertifikat über 100 Anleihen Nr. 1–100 der Société Solvay & Cie. zu je 500 Francs, ausgegeben am 1. Mai 1874 an Ernest Solvay und von ihm eigenhändig unterschrieben als leitender Direktor. Die mit 6 % verzinste Anleihe im Gesamtbetrag von 600.000 Francs wurde aufgenommen für den Bau eines Werkes in Dombasle in Frankreich.

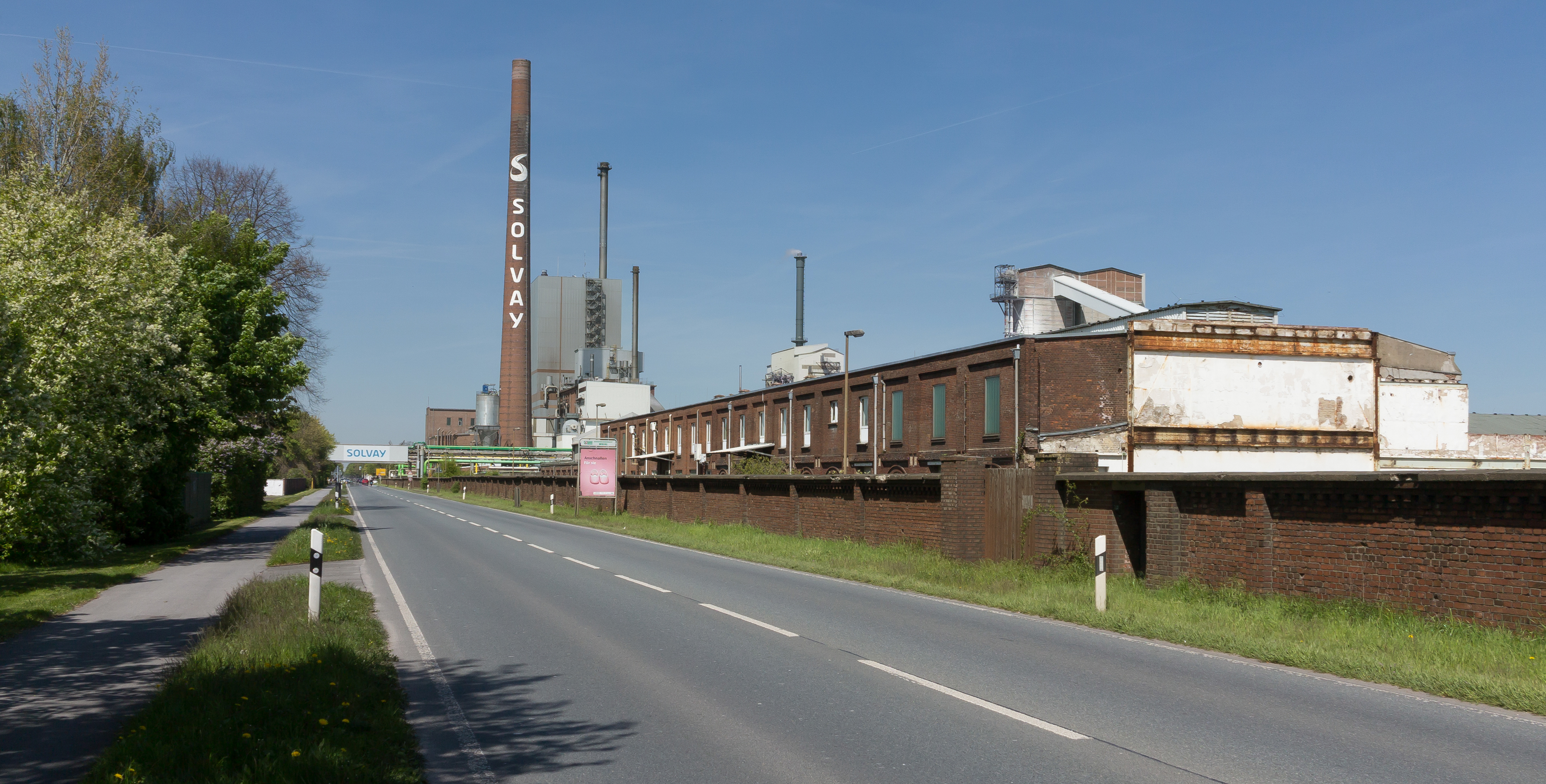
Rheinberg, das Solvaywerk

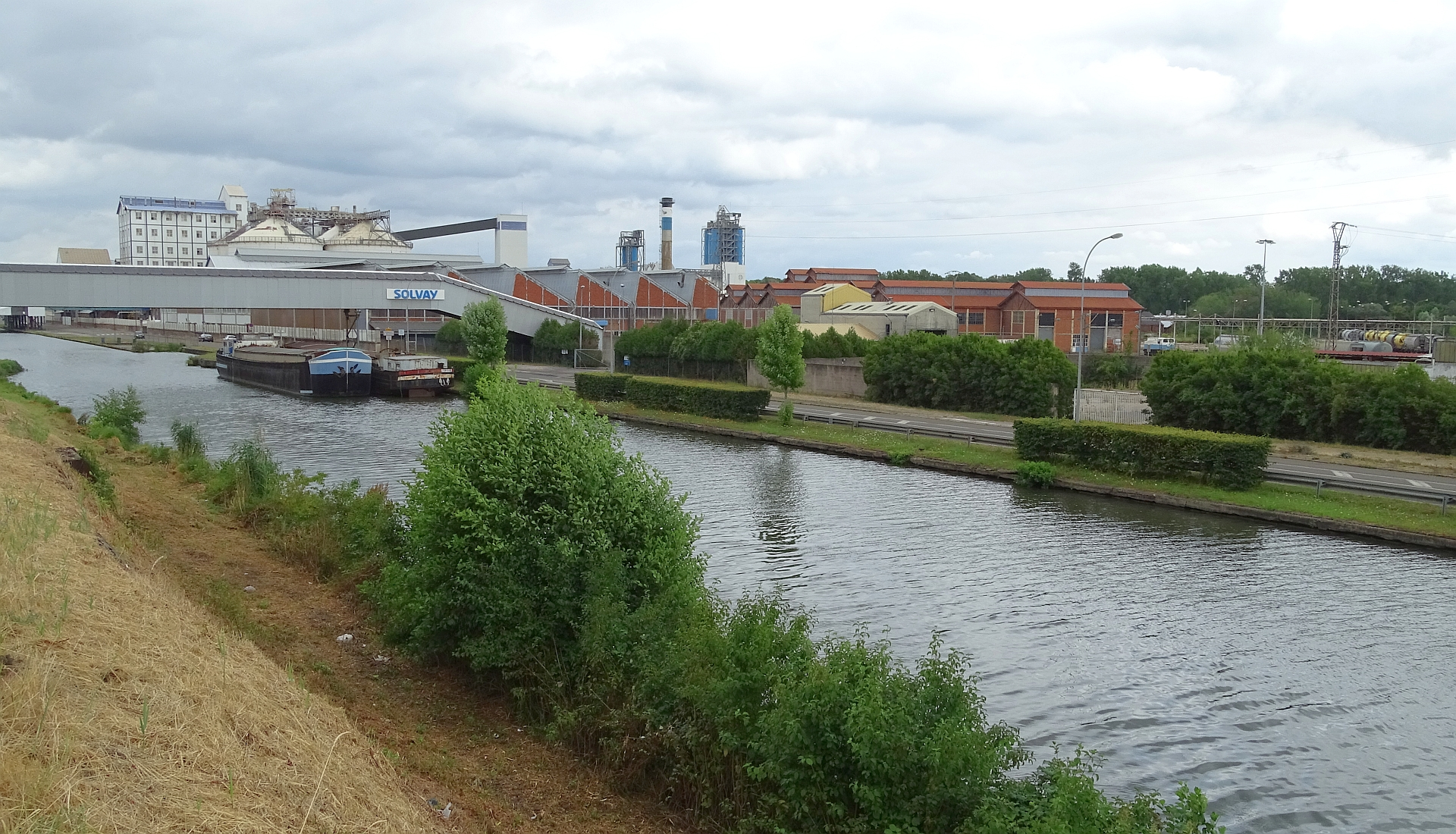
Solvay in Dombasle-sur-Meurthe

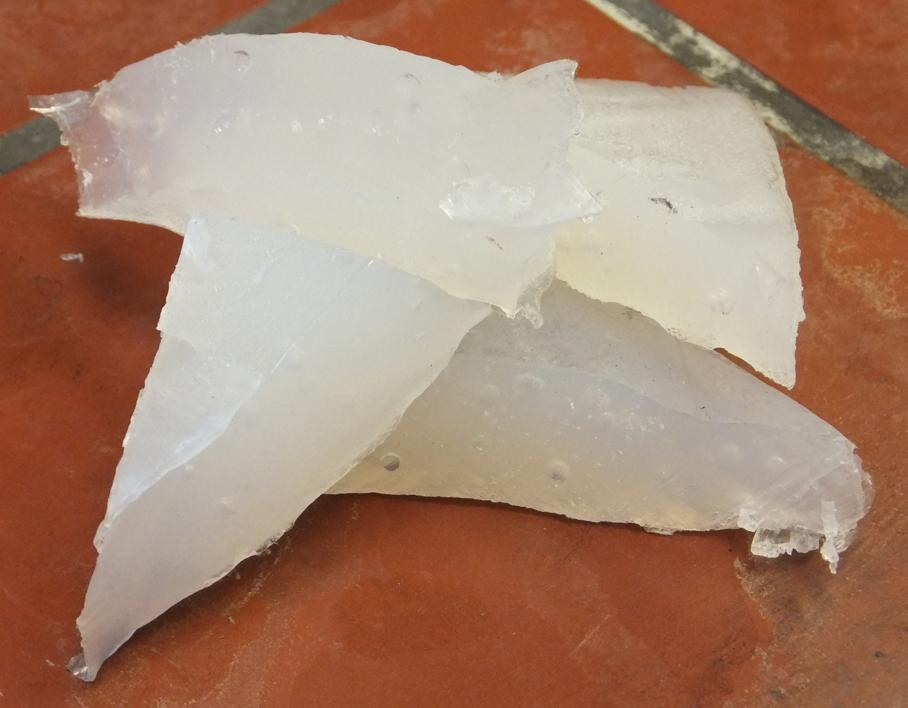
Fluorkautschuk Tecnoflon von Solvay-Solexis, 200 g

Das erste Werk wurde 1863 von den Brüdern Alfred und Ernest Solvay im belgischen Charleroi nahe Brüssel gegründet. Während Alfred mehr für die wirtschaftlichen Aspekte zuständig war, war Ernest eher Chemiker und Philanthrop. Er entwickelte das Solvay-Verfahren (auch Ammoniak-Soda-Verfahren), welches nach ihm benannt wurde und 1865 Patentreife erreicht hatte.
Das junge Unternehmen stand in den ersten Jahren ständig am Rande eines Konkurses, denn die Produktion war viel teurer als gedacht. Um sie gewinnbringend betreiben zu können, waren weitere Experimente nötig. Der chemische Prozess war 1872 perfektioniert, doch waren hohe Schulden aufgelaufen. Gegen das 1790 von Nicolas Leblanc entwickelte Verfahren zur Gewinnung von Natriumcarbonat konnte sich Solvay nicht durchsetzen. Der Vater machte sich Sorgen um seine Söhne, doch Ernest schrieb ihm: „Um die Zukunft zu sichern, muss ich heute Opfer bringen.“ Das Unternehmen scheiterte. Die Brüder nahmen jedoch in einem neuen Anlauf Gesellschafter und Kapital hinzu und konnte sein Verfahren durchsetzen.
Als das Verfahren zu einer preiswerten Massenproduktion verfeinert war, vergaben die Brüder Lizenzen und errichteten ab 1880 weitere Anlagen in England, Frankreich (1873 in Dombasle-sur-Meurthe, 1896 in Salin-de-Giraud), den USA, Deutschland (1880 in Wyhlen, 1883 in Bernburg (Saale)) und Österreich (1883 in Ebensee am Traunsee) sowie 1906 in Rheinberg/Ossenberg. 1921 erfolgte der Kauf der Schweizerischen Sodafabrik von der Vereinigten Schweizerische Rheinsalinen.
Um 1900 entfielen bereits 95 Prozent der globalen Soda-Produktion auf Solvay und heute gibt es weltweit etwa 70 Fabriken, die mit dem Verfahren arbeiten. Die Soda-Produktionsmethode der Brüder Solvay ist im Wesentlichen bis heute unverändert.
Durch Ernest Solvay wurden 1911 die berühmten Solvay-Konferenzen ins Leben gerufen. Mit Geldern der Firma Solvay wurde auch das „nationale Hilfskomitee“ unterstützt, das gegen Ende des Ersten Weltkrieges von belgischen Industriellen und Bankern gegründet worden war.
Die ursprüngliche Firma unterstützte – vor allem in der Person von Ernest Solvay – zahlreiche Sozial- und Bildungsprojekte und führte als eine der ersten in Europa den Achtstundentag ein. Auch andere Wissenschaften wie Soziologie und physikalische Chemie wurden durch Institutsgründungen an der Universität Brüssel gefördert, wofür sich vor allem Ernest einsetzte. Ferner wurden aus den Einnahmen drei Forschungsinstitute in Brüssel finanziert, weil der Mäzen der Menschheit einen Teil seines Reichtums zurückgeben wollte.

## Der Solvay-Konzern heute
Die Soda-Produktionsmethode der Brüder Solvay ist im Wesentlichen bis heute unverändert. Im Laufe der Jahrzehnte hat sich aber die Produktpalette auf andere Grundstoffe der Chemie erweitert, wobei das Wachstum eindeutig auf Alfred Solvay zurückgeht:
- Natriumhydrogencarbonat
- Wasserstoffperoxid
- Kunststoffe

Im März 2006 wurde ein 50/50 Joint Venture namens SolviCore mit der belgischen Umicore vereinbart. Gegenstand des Unternehmens ist die Weiterentwicklung, Produktion und Vermarktung der Membran-Elektroden-Einheit (MEA), dem Hauptbestandteil der Brennstoffzelle. Unabhängig davon setzen beide Unternehmen ihre Forschungs- und Entwicklungsaktivitäten im Bereich Brennstoffzellen weiterhin in ihren Spezialgebieten Membrane (Solvay) bzw. Edelmetallkatalysatoren (Umicore) getrennt fort.
Die Europäische Kommission verhängte dem Unternehmen 2006 wegen Wettbewerbsabsprachen im Bereich von Bleichmittelprodukten eine Geldstrafe in Höhe von 167,1 Millionen Euro. Für 4,5 Mrd. Euro wurde 2009 das Pharmageschäft an Abbott Laboratories verkauft. Der konsolidierte Jahresumsatz des Solvay S.A. Konzerns Brüssel betrug 2010 7,1 Mrd. €.
Im September 2011 wurde der französische Konzern Rhodia für 3,4 Mrd. Euro übernommen. 2014 wurde das Polyvinylchlorid-Geschäft in ein neues Joint Venture mit Ineos zusammengelegt.
2015 kaufte Solvay den amerikanischen Konzern Cytec für 5,5 Mrd. US-Dollar.

## Aktionäre
Größter Einzelaktionär ist mit rund 30 % die Solvac S.A., die sich zu etwa 80 % in Händen von Mitgliedern der Solvay-Gründerfamilie befindet (Stand 31. Dezember 2015).

## Kritik
2006 wurde bekannt, dass 21 Arbeiter durch eine Exposition gegenüber Quecksilber an Krebs erkrankten und daran starben.
2022 stellten RTBF-Investigativjournalisten bei Arbeitern und Anwohnern des Werks in Spinetta Marengo eine deutlich erhöhte Exposition gegenüber PFAS sowie die Kontamination der Umgebung mit diesen Stoffen fest. Die Androhung von rechtlichen Schritten gegenüber Wellington Laboratories, einem kanadischen Anbieter von Analysenstandards, falls dieser den Verkauf des PFAS-Standards C6O4 nicht einstellen sollte, löste 2021 ein großes Echo aus. Im Juni 2021 lenkte Solvay partiell ein und erlaubte einem italienischen Unternehmen, unter gewissen Bedingungen analytische Standards anzubieten.
Seit einer Neubewertung der Ewigkeitschemikalie TFA durch die Bundesstelle für Chemikalien und das Bundesinstitut für Risikobewertung als fortpflanzungsgefährdend im Jahr 2025 gerät das Solvay-Chemiewerk in Bad Wimpfen wegen behördlich genehmigter TFA-Einleitungen in den Neckar in die Kritik.